# Chiesa di San Bartolomeo Apostolo (Villamarzana)
La chiesa di San Bartolomeo Apostolo, o più semplicemente chiesa di San Bartolomeo, è la parrocchiale patronale di Gognano, frazione del comune italiano di Villamarzana in provincia di Rovigo. Appartiene al vicariato di Lendinara-San Bellino della diocesi di Adria-Rovigo e la sua storia inizia nel X secolo. 

## Storia
Il territorio del Polesine dove poi venne edificata la chiesa con dedicazione a San Bartolomeo fu sede di insediamenti da parte degli Etruschi, dei Celti e dei Galli sino ad arrivare al periodo della dominazione romana. Rinvenimenti archeologici si sono realizzati in tutto il territorio comunale di Villamarzana a dimostrare le grandi bonifiche. Arrivò poi il controllo degli Este al quale seguì quello della Serenissima che finì con l'arrivo delle truppe napoleoniche e poi col controllo austriaco. Il territorio di Gognano merita interesse dal punto di vista storico ed artistico e la sua chiesa parrocchiale è stata inserita nell'elenco dei beni sottoposti a vincoli architettonici dalla Soprintendenza Archeologia, Belle Arti e Paesaggio per le province di Verona, Rovigo e Vicenza dal maggio 2011. La prima citazione scritta del luogo di culto risale al 1123 e si trova nella bolla pontificia con la quale papa Callisto II la affida all'abbazia della Vangadizza. Tale decisione venne poi confermata da papa Alessandro III e da papa Celestino III. Anche ilCodex Adrianus (o in latino Catasticuni Episcopatus Adriae, sec. XIII-XV, conservato nella Biblioteca di Monaco di Baviera e presente in copia ad alta definizione presso la Biblioteca Capitolare di Adria) fa riferimenti alla chiesa di Gognano. La prima visita pastorale della quale si ha notizia si realizzò nel 1473 e si deve ad Antonio de Gottis, vicario dell'arcivescovo di Ravenna Bartolomeo Roverella. A questa prima visita fecero seguito quelle del vescovo Ferretti e poi del vicario episcopale Bartolomeo Zerbinati nel 1547. Negli atti visitali di quest'ultima la chiesa viene descritta come dotata di due altari e del fonte battesimale. A partire dal 1581 la chiesa fu oggetto di un importante intervento di ricostruzione voluto dal parroco di allora don Francesco Angeleri aiutato da tutti i fedeli. La solenne consacrazione del tempio ricostruito venne celebrata il 29 settembre 1590 alla presenza del cardinale e vescovo di Adria Giulio Canani. A memoria dell'evento venne posta una lapide nella sala. In quel momento la chiesa era dotata del presbiterio con l'altare maggiore, del coro, di due altari laterali e del battistero. Accanto alla chiesa era presente l'antica torre campanaria risalente all'anno 1000. Altri interventi nella sala furono realizzati nel corso del XVIII secolo e interessarono il suo arricchimento decorativo. Durante il primo dopoguerra del XX secolo, nel 1921, mentre erano in corso restauri, venne rinvenuto l'antico affresco a tempera raffigurante la Madonna di Loreto con Gesù Bambino. Tale scoperta destò grande interesse, il dipinto venne fatto risalire al periodo rinascimentale e si decise la costruzione di una nuova cappella laterale per poterlo accogliere. Dopo le necessarie operazioni di distacco dalla parete originale e il suo nuovo fissaggio la cappella venne benedetta dal vescovo Anselmo Rizzi. Nel 2018 la cuspide del campanile è stata colpita da un evento atmosferico ed è stato necessario un intervento per ripristinare la copertura e mettere la struttura in sicurezza.

## Descrizione

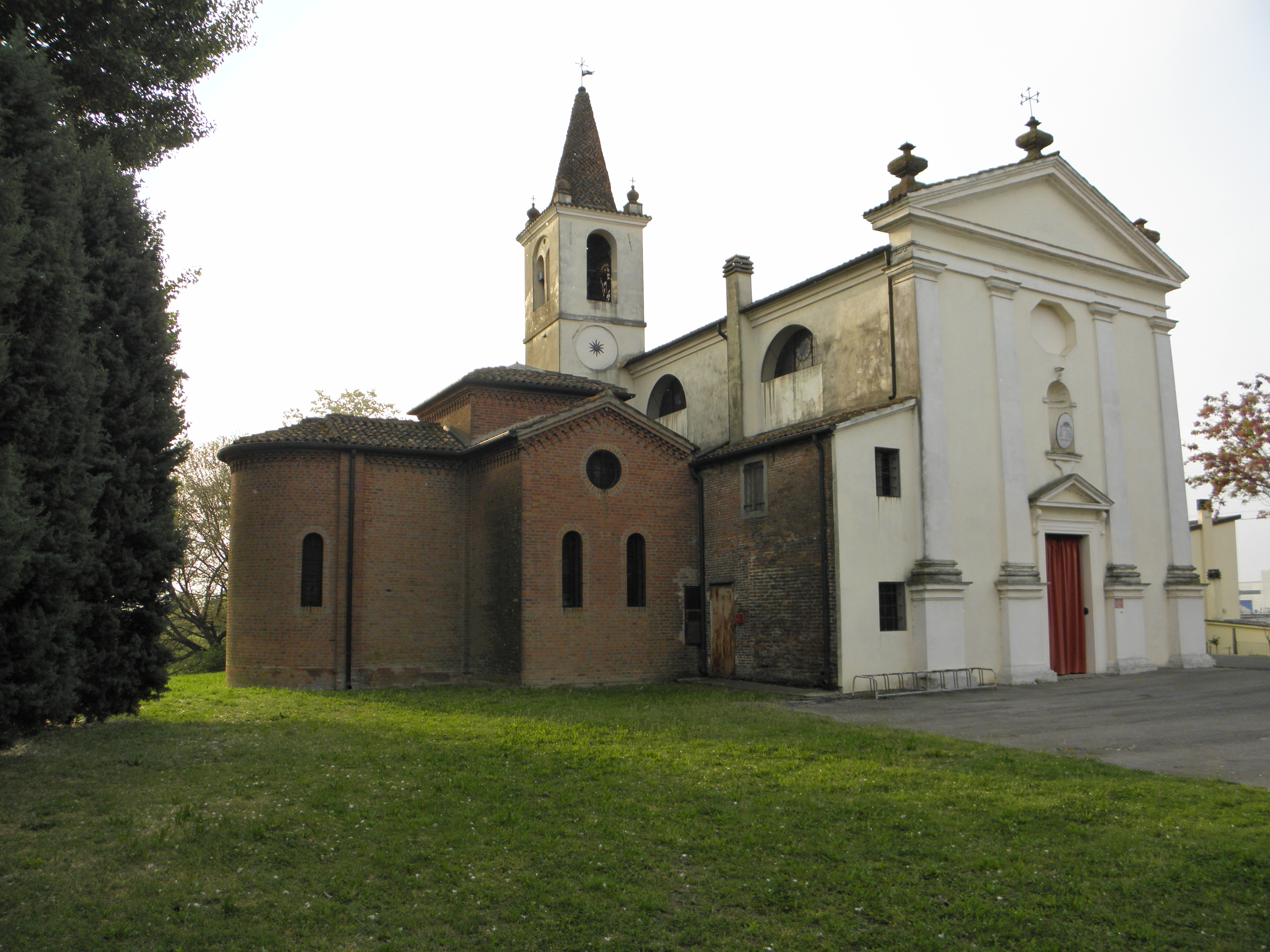
Facciata e prospetto laterale sinistro della chiesa con le strutture dell'antico edificio precedente l'ampliamento strutturale del XVI secolo. Al centro la torre campanaria

### Esterni
La chiesa si trova in posizione isolata a Gognano, frazione ad ovest di Villamarzana in provincia di Rovigo. Il luogo di culto, che mostra orientamento tradizionale verso est, ha la facciata a capanna in stile neoclassico caratterizzata da quattro grandi lesene di ordine dorico che reggono il frontone timpanato triangolare con tre pinnacoli, in posizione centrale ed agli estremi. Il portale di accesso è architravato con piccolo frontone sormontato in asse da un piccola nicchia vuota e poi da una piccola finestra ottagonale schiacciata anche questa cieca. La luce nella sala arriva dai prospetti laterali dove sono poste grandi finestre a lunetta. Il complesso della struttura si completa con le cappelle laterali, la sagrestia e la canonica mentre la torre campanaria, parte più antica dell'insieme, si trova in posizione arretrata sulla sinistra. La cella campanaria si apre con quattro grandi finestre a monofora ed è sormontata dalla cuspide a forma di cono. La facciata e il resto delle pareti della struttura principale sono intonacate mentre le altri parti sono in mattoni a vista. La copertura del tetto delle varie parti è in coppi di laterizio.

### Interni
La sala di tipo basilicale ha una sola navata ed è a campata unica ma ampliata dalle cappelle laterali. Ai lati dell'arco santo, attraverso il quale si accede al presbiterio, sono poste due nicchie con statue e sotto di queste ci sono le porte per entrare nella canonica e nella sagrestia. La sala ha volta a crociera. L'adeguamento liturgico è stato realizzato tra il 1980 e il 1990 con la posa della mensa rivolta al popolo in legno. L'altare maggiore storico è stato conservato.